# フェスタス・モハエ
フェスタス・フォンテバーニェ・モハエ（Festus Gontebanye Mogae, 1939年8月21日 - ）はボツワナの政治家。同国の第3代大統領。
イギリスのオックスフォード大学を卒業し、1966年にボツワナが独立すると、1968年に開発計画省の企画官に就任。独立前から働いている白人官僚が多い中にあって、数少ないボツワナ出身の大卒官僚の1人であった。1989年に蔵相、1992年には副大統領と出世を重ね、1998年4月から2008年4月1日まで大統領を2期務めた。
大統領在任期間中は、国内で猛威を振るっているエイズ対策に尽力し、製薬会社への医療データ提供と引き換えに国内への治療薬の無償供給を実現するとともに、合わせて感染防止への啓蒙活動に努めた。
また、かねてより国内のダイヤモンド鉱山の共同開発を行っていたデビアスグループとの共同出資により、ダイヤモンド原石流通企業DTCボツワナを設立し、退任直前の2008年3月18日に行なわれた開設式に出席した。
国内の自然保護区拡大にも力を注いだが、保護区内に居住している少数民族サン人に対する再居住政策を進めるに当たり、彼らへのインフラ供給を停止する等の強硬策を取ったために法廷闘争へ発展し、政府側が敗訴するという一幕もあった。
大統領退任後の2008年10月、モ・イブラヒム賞を受賞した。
その後も、アフリカを代表する政治家としての活動を継続している。2017年現在、国際的な停戦監視団である「合同監視評価委員会（JMEC）」代表として南スーダン内戦の鎮静化に尽力しており、2月には『さまざまな意図を持った武装集団が複雑に戦いに絡んでいることは南スーダンの内戦状況が複雑であることの証拠だ』と述べた。